# Brian Doyle-Murray
Brian Doyle-Murray, pseudonimo di Brian Murray (Chicago, 31 ottobre 1945), è un attore, doppiatore e sceneggiatore statunitense.

## Biografia
È nato il giorno di Halloween del 1945. È uno dei nove figli nati da Edward Joseph Murray Jr. (1921-1967) e Lucille Collins (1921-1988), suo padre era un venditore di legname, e la madre un'impiegata di posta.
È il fratello maggiore degli attori Bill, John e Joel. Brian ha frequentato il Saint Mary's College of California a Moraga, California, alla fine degli anni '60.

## Carriera
Murray ha lavorato nella compagnia teatrale "The Second City" nei primi anni '70. Da allora è apparso in numerosi film e programmi televisivi, incluso come protagonista del Saturday Night Live della NBC dal 1979 al 1980 e dal 1981 al 1982.
Ha scritto per Jean Doumanian dal 1980 al 1981, uno dei pochi membri del cast a lavorare per tutti e tre i produttori dello spettacolo (Lorne Michaels, Jean Doumanian e Dick Ebersol). Era un ospite fisso a The National Lampoon Radio Hour, un programma comico radiofonico distribuito a livello nazionale su 600 stazioni dal 1973 al 1975. Tra i colleghi di Radio Hour figuravano Richard Belzer, John Belushi, Gilda Radner, Harold Ramis e il fratello minore Bill. Apparve in molti film con suo fratello, Bill Murray, ma ha anche ottenuto ruoli in altri film. All'inizio, è apparso in Modern Problems al fianco di Chevy Chase. Ancora una volta, anni dopo, è apparso in modo memorabile come il capo teso di Chevy Chase.
Conosciuto per la sua caratteristica voce roca, Murray ha doppiato il Flying Dutchman nella serie animata SpongeBob SquarePants, in un episodio chiamato La spugna del terrore, diretto da Stephen Hillenburg.

## Vita privata
È il primo di nove figli; gli altri sono Bill, John, Joel, Ed, Andy, Nancy, Peggy e Laura. È sposato dal 2000 con Christina Stauffer.

## Filmografia parziale

### Attore

#### Cinema
- Palla da golf (Caddyshack), regia di Harold Ramis (1980)
- National Lampoon's Vacation, regia di Harold Ramis (1983)
- Il filo del rasoio (The Razor's Edge), regia di John Byrum (1984)
- Palle d'acciaio (Head Office), regia di Ken Finkleman (1985)
- Pericolosamente insieme (Legal Eagles), regia di Ivan Reitman (1986)
- Club Paradise, regia di Harold Ramis (1986)
- S.O.S. fantasmi (Scrooged), regia di Richard Donner (1988)
- Gli esperti americani (The Experts), regia di Dave Thomas (1989)
- Ghostbusters II - Acchiappafantasmi II (Ghostbusters II), regia di Ivan Reitman (1989)
- National Lampoon's Christmas Vacation - Un Natale esplosivo! (Christmas Vacation), regia di Jeremiah S. Chechik (1989)
- JFK - Un caso ancora aperto (JFK), regia di Oliver Stone (1991)
- Fusi di testa (Wayne's World), regia di Penelope Spheeris (1992)
- Ricomincio da capo (Groundhog Day), regia di Harold Ramis (1993)
- Crociera fuori programma (Cabin Boy), regia di Adam Resnick (1994)
- Mi sdoppio in 4 (Multiplicity), regia di Harold Ramis (1996)
- Casper - Un fantasmagorico inizio (Casper: A Spirited Beginning), regia di Sean McNamara (1997)
- Qualcosa è cambiato (As Good as It Gets), regia di James L. Brooks (1997)
- Dennis colpisce ancora (Dennis the Menace Strikes Again), regia di Charles T. Kanganis (1998)
- Stuart Little - Un topolino in gamba (Stuart Little), regia di Rob Minkoff (1999)
- Indiavolato (Bedazzled), regia di Harold Ramis (2000)
- Snow Dogs - 8 cani sotto zero (Snow Dogs), regia di Brian Levant (2002)
- Nearing Grace, regia di Rick Rosenthal (2005)
- Il campeggio dei papà (Daddy Day Camp), regia di Fred Savage (2007)
- 17 Again - Ritorno al liceo (17 Again), regia di Burr Steers (2009)
- I tre marmittoni (The Three Stooges), regia di Peter e Bobby Farrelly (2012)

#### Televisione
- Svitati in divisa (Bakersfield P.D.) - serie TV, 17 episodi (1993-1994)
- The Middle – serie TV, 25 episodi (2009-2017)
- Supernatural – serie TV, episodio 6x15 (2011)
- Sullivan & Son – serie TV, 10 episodi (2012-2014)
- Un volo a Natale (The Flight Before Christmas), regia di Peter Sullivan – film TV (2015)

### Doppiatore
- Frosty Returns - cortometraggio TV (1992)
- The Brave Little Toaster to the Rescue (1997)
- The Brave Little Toaster Goes to Mars (1998)
- Il dottor Dolittle (Dr. Dolittle), regia di Betty Thomas (1998)
- Mowgli e il libro della giungla (1998)

## Doppiatori italiani
Nelle versioni in italiano delle opere in cui ha recitato, Brian Doyle-Murray è stato doppiato da:
- Claudio Fattoretto ne Il filo del rasoio, The Middle (st. 1-2, ep. 3x04, 4x03)
- Nino Prester in S.O.S. fantasmi, Prima o poi divorzio!
- Sandro Sardone in Seinfeld, Qualcosa è cambiato
- Dante Biagioni in Stuart Little - Un topolino in gamba, Psych
- Mario Milita in Indiavolato, Snow Dogs - 8 cani sotto zero
- Bruno Alessandro in Supernatural, 2 Broke Girls
- Carlo Reali in Un Natale esplosivo, Lodge 49
- Ennio Coltorti in Palla da golf
- Francesco Di Federico in National Lampoon's Vacation
- Pino Locchi in Gli esperti americani
- Romano Ghini in Fusi di testa
- Alessandro Rossi in Pericolosamente insieme
- Riccardo Rovatti in Dennis colpisce ancora
- Sandro Iovino in Mi sdoppio in 4
- Emilio Cappuccio ne I tre marmittoni
- Antonio Sanna in JFK - Un caso ancora aperto
- Luciano De Ambrosis ne Il campeggio dei papà
- Paolo Marchese in The Middle (ep. 3x23, st. 5-6, ep. 9x09)
- Dario Penne in Ricomincio da capo
- Riccardo Peroni in 17 Again - Ritorno al liceo
- Giorgio Locuratolo in Aiutami Hope!
- Massimo Milazzo ne Il segreto di Natale
- Franco Zucca in Veep - Vice Presidente incompetente
- Pietro Biondi in C'è sempre il sole a Philadelphia

Da doppiatore è sostituito da:
- Mario Valgoi in Mowgli e il libro della giungla
- Roberto Stocchi in Maggie
- Riccardo Rovatti in Ghostbusters: Il videogioco
- Claudio Moneta in Le meravigliose disavventure di Flapjack